# Stationäre Strömung
Eine stationäre Strömung liegt vor, wenn die vektorielle Strömungsgeschwindigkeit an jedem Ort zeitlich gleich bleibt. Dann gilt an jedem Ort:
{\displaystyle {\frac {{\text{d}}{\vec {v}}}{{\text{d}}t}}=0}
mit
- {\displaystyle {\vec {v}}} die Strömungsgeschwindigkeit
- {\displaystyle t} die Zeit.

Von Ort zu Ort kann Strömungsgeschwindigkeit durchaus variieren. In diesem Fall beschreibt man das System durch ein Geschwindigkeitsfeld {\displaystyle {\vec {v}}({\vec {r}})}. In stationärer Strömung sind Bahn- und Stromlinien gleich; nur dann bewegen sich die Teilchen auf den zeitlich gleichbleibenden Stromlinien wie auf festen Gleisen.

## Stationär gleichförmige Strömung
Fließgeschwindigkeit {\displaystyle v} und Fließhöhe {\displaystyle h} unterliegen keiner örtlichen Änderung entlang einer Stromlinie, von Stromlinie zu Stromlinie können sie jedoch variieren:
{\displaystyle {\frac {{\text{d}}v}{{\text{d}}x}}=0} und {\displaystyle {\frac {{\text{d}}h}{{\text{d}}x}}=0}

## Stationär ungleichförmige Strömung
Fließgeschwindigkeit und Fließhöhe unterliegen örtlichen Änderungen:
{\displaystyle {\frac {{\text{d}}v}{{\text{d}}x}}\neq 0} und {\displaystyle {\frac {{\text{d}}h}{{\text{d}}x}}\neq 0}